# Куп домаћих нација 1901.
Куп домаћих нација 1901. (службени назив: 1901 Home Nations Championship) је било 19. издање овог најелитнијег репрезентативног рагби такмичења Старог континента.
Куп су освојили Шкотланђани.

## Такмичење
Велс - Енглеска 13-0
Ирска - Енглеска 10-6
Шкотска - Велс 18-8
Шкотска - Ирска 9-5
Енглеска - Шкотска 3-18
Велс - Ирска 10-9

## Табела
|   | Селекција                     | ИГ | Д | Н | И | ПД | ПП | ПР  | Б |  |
| - | ----------------------------- | -- | - | - | - | -- | -- | --- | - |  |
| 1 | Рагби репрезентација Шкотске  | 3  | 3 | 0 | 0 | 45 | 16 | +29 | 6 |  |
| 2 | Рагби репрезентација Велса    | 3  | 2 | 0 | 1 | 31 | 27 | +4  | 4 |  |
| 3 | Рагби репрезентација Ирске    | 3  | 1 | 0 | 2 | 24 | 25 | -1  | 2 |  |
| 4 | Рагби репрезентација Енглеске | 3  | 0 | 0 | 3 | 9  | 41 | -32 | 0 |  |

| Победник Купа домаћих нација 1901.                       |
| -------------------------------------------------------- |
| Репрезентација Шкотске 5. титула првака Европе у рагбију |